# استان چای نات
استان چای نات یا چاینات یکی از استانهای کشور تایلند است.

## جغرافیا
مساحت آن ۲٬۴۶۹ کیلومترمربع می‌باشد.
جمعیت این استان در سال ۲۰۰۸ بالغ بر ۳۵۹,۰۰۰ نفر برآورد شده است .
استان چای نات از نظر تقسیمات کشوری بخشی از ناحیه مرکزی تایلند به حساب می آید.
مرکز این استان شهر چای نات است.

## نواحی

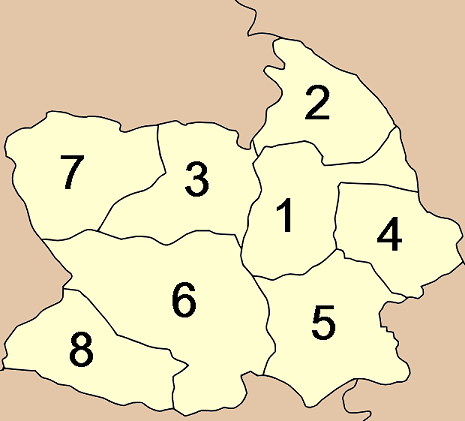

1. Mueang Chainat
2. Manorom
3. Wat Sing
4. Sapphaya
5. Sankhaburi
6. Hankha
7. Nong Mamong
8. Noen Kham